# Ahmed Francis
Ahmed Francis, né à Relizane (Algérie) le 12 novembre 1910 et mort à Genève (Suisse) le 31 août 1968, est un homme politique algérien. Il est ministre de l'Économie du premier gouvernement algérien après l'indépendance de l'Algérie.

## Militantisme
Natif de Relizane, d'une famille originaire de Miliana, Ahmed Francis fait des études de médecine à Paris, pour son doctorat en 1939. Il rentre en Algérie et exerce à Sétif, la ville de son ami Ferhat Abbas dont il suit de près l'évolution politique. Ayant commencé sa carrière militante à Paris au sein de l'AEMAN (Association des Étudiants Musulmans d'Afrique du Nord), il participe à la création de l'AML (Amis du Manifeste de la Liberté) avant d'être interné à la suite des évènements du 8 mai 1945.
Un an plus tard, il est membre fondateur de l'Union démocratique du manifeste algérien (UDMA), il est élu député à l'Assemblée Nationale française et se fait désigner comme délégué du parti à l'Assemblée algérienne.

## Dirigeant
Il rejoint le Front de libération nationale (FLN) au Caire en 1956 avec Ferhat Abbas, et devient membre suppléant du Conseil national de la Révolution algérienne (CNRA) à la suite du congrès de la Soummam. Après avoir effectué plusieurs missions à l'étranger, il devient ministre des Finances des deux premiers Gouvernements provisoires de la République algérienne (GPRA) de 1958 à 1961.
Ahmed Francis est un des négociateurs des accords d'Évian, signés le 18 mars 1962 à Évian-les-Bains (Haute-Savoie, France), entre les représentants de la France et du GPRA durant la guerre d'Algérie.
Il revient sur le devant de la scène à l'indépendance en devenant député de Mostaganem de l'Assemblée constituante. Il devient ministre de l'Économie d'Ahmed Ben Bella du 27 septembre 1962 au 4 septembre 1963. Retiré de la vie politique, il meurt à Genève à l'issue d'une longue maladie en 1968.

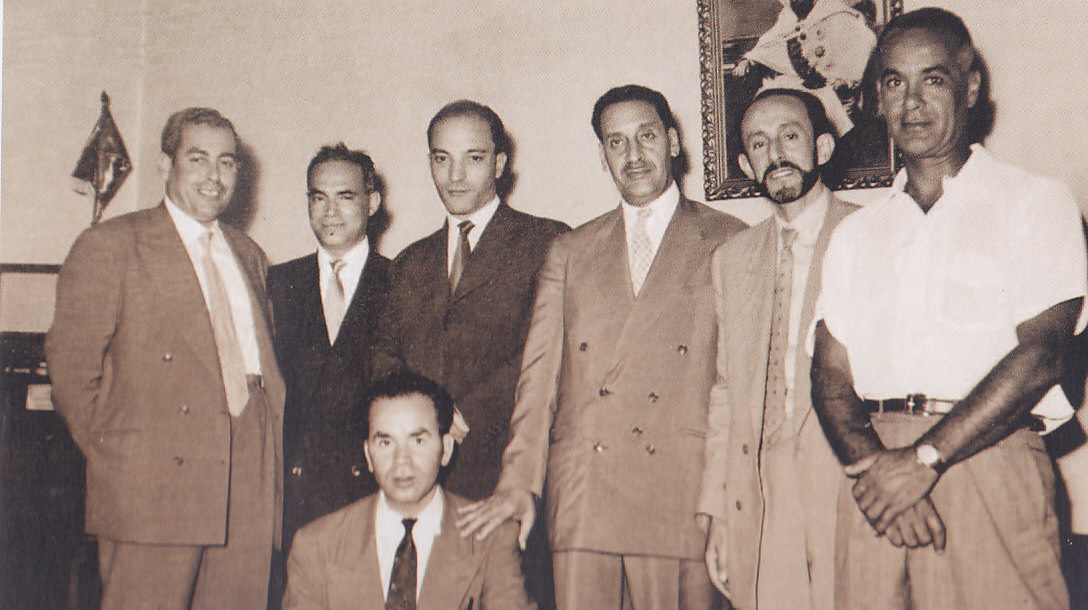
Debout de gauche a droite Francis Ahmed, Lamine Debaghine, Abderrahmene Kiouane, Fehat Abbas, Omar Derdour, Mostefa Lakhak. Assis Mohamed El-Ghassiri.

## Décorations
- Ahid de l'ordre du Mérite national d'Algérie.

## Sources
- Achour Cheurfi, La classe politique algérienne de 1900 à nos jours, dictionnaire biographique, 2001, Casbah éditions  (ISBN 978-9961-64-292-4)